# Шуміхін Володимир Сергійович
Шуміхін Володимир Сергійович (1939 — 6 квітня 2012) — майстер спорту з альпінізму (1970), майстер спорту з лижного туризму (1964), майстер спорту зі спортивного орієнтування (1974). Кандидат в майстри спорту зі скелелазіння. Інструктор-методист з альпінізму. Чемпіон СРСР. Доктор технічних наук, професор, заст. директора Інституту проблем лиття АН України, член-кореспондент НАН України, лауреат Державної премії СРСР (1982, 1984), заслужений діяч науки і техніки. Нагороджений орденом Трудового Червоного Прапора.
Всі канікули студентських років пройшли в гірських і «північних» туристських походах в Заполяр'ї, Паміру, Уралу, Алтаю з відомими згодом харківськими туристами і альпіністами (Ю. Приходою, Н. Плотниковою, С. Тичком, В. Ткаченком, Л. Івановим та ін.). Перше сходження здійснив у 1964 р., відразу підкоривши вершину Уларг, 3Б к. с. Перший інструктор — Л. Д. Олійник. У 1965 році закінчив Харківську міську школу інструкторів з альпінізму. З 1966 р. понад 10 років працював інструктором в а/л «Ельбрус», «Цей», «Алібек».
Найкращі сходження здійснив у харківській команді «Авангард»:
- Мамісон-хох по лів. ребру півн. стіни, 5Б к.с., з/п — 3-є місце в чемпіонаті України (1964);
- Башкара «по дзеркалах» півн. стіни, 6 к.с., з/п — 2-е місце в чемпіонаті України (1965);
- пік Щуровського по зах. стіні через жандарм «Бабак», 6 к.с. — Чемпіон Укрради «Авангард» (1968);
- Чатин-тау по півн. стіні, лів. частина «ромба», 6 к.с., з/п (1969);
- Чанчахі-хох, по Центр. Баст. півн. стіни, 6 к.с., з/п — 2-е місце в чемпіонаті СРСР (1970);
- Ушба Півд., по центру півн.-зах. стіни, 6 к.с., з/п — чемпіон СРСР (1972).

У 1991 році керував 1-ю Українською Гімалайською експедицією на Манаслу (8163 м). Брав участь у складних рятувальних роботах: на в. Адай-хох; на Півн. Ушбі — група японських альпіністів (1967); Ушба Півд., група німецьких альпіністів (1972).
Неодноразовий призер чемпіонатів України та ДСТ «Буревісник» зі скелелазіння. У 1986—1992 і 1995—1998 рр. — Президент Федерації альпінізму (ФА) України. З 1998 р. — перший віцепрезидент Федерації альпінізму і скелелазіння (ФаіС) України. Неодноразовий призер чемпіонатів України та ДСТ «Буревісник» зі скелелазіння.
В 1986—1992 та 1995—1998 рр. — президент ФАіС України. З 1998 р. — перший віце-президент ФАіС України.
З 2008 р. — Радник президента ФАіС України.